# Umbro
У́мбро (англ. Umbro) — британська компанія з виробництва спортивних товарів. Зараз є структурним підрозділом корпорації Iconix Brand Group

## Історія компанії

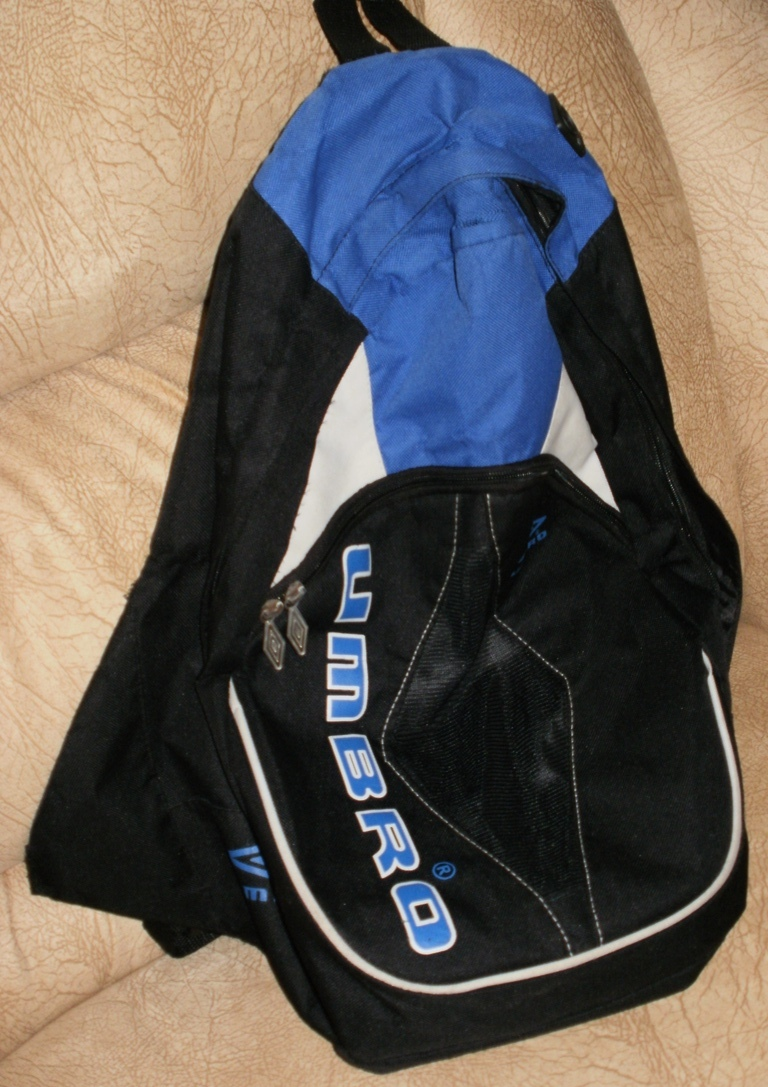
Рюкзак фірми Умбро

Компанія була заснована в 1910 році, у Вілмслоу, Чешир, і називалася Humphrey Brothers Clothing. У 1924 році компанія була перейменована в Umbro, скорочений варіант минулої назви — Humphrey Brothers.
1966 — 15 з 16 команд в Чемпіонаті Світу в Англії — одягнені в форму від Umbro. Тільки збірна СРСР, незважаючи на домовленість не вдягнула форму Umbro. В той же час, Umbro постачає спорядження 85% з Британських клубів.
У 1985 році в Бразилії Umbro представила свої перші бутси, які стали вироблятися двома роками пізніше.
Umbro також виробляла шорти, пік популярності яких настав в кінці 1980-х — початку 90-х років. Вони були зроблені з нейлону і були розфарбовані в яскраві кольори. Ці футбольні шорти отримали своє прізвисько — «Umbros». З розвитком молодіжної футбольної ліги США в 1980-х роках багато молодих людей і підлітки стали носити їх як повсякденний одяг. Як і футбол, вони були популярні серед обох статей. Через моду того часу інші бренди футбольних шортів, такі як Adidas, Diadora, Hummel, Lotto, Mitre, теж стали популярні. Проте в середині 1990-х років Umbros почали втрачати свою привабливість серед молоді.
У 1990-х роках компанія переїхала з центру в Манчестері в нову штаб-квартиру в Чидлі.
Сьогодні компанія спеціалізується на виробництві футбольної форми, одягу і іншої футбольної атрибутики, такої, як бутси і тренувальна форма. Компанія представлена на Лондонській фондовій біржі як UMB.
Головними конкурентами на ринку є Adidas, Errea, Nike, Lotto, Puma і Reebok.
19 жовтня 2007 року компанія JJB Sports купила 10,1% акцій Umbro для збереження своєї частки на ринку футбольних майок Великої Британії.
23 жовтня 2007 року було оголошено, що Umbro погодилася бути купленою Nike за 285 мільйонів фунтів стерлінгів (580 мільйонів доларів). Рада директорів Umbro переконала своїх акціонерів проголосувати за таку акцію, оскільки була запропонована дуже солідна сума. Компанія Nike запропонувала по 193 фунти за акцію, хоча ринкова ціна на момент покупки була близька до 130 фунтів.
У грудні 2007 року поглинання було схвалене антимонопольним комітетом.
3 березня 2008 року Nike завершила придбання 100% акцій Umbro за 290,5 млн фунтів стерлінгів.
У вересні 2012 року Футбольна асоціація Англії, технічним спонсором якої Umbro була протягом 60-ти років, оголосила, що починаючи з 2013 року збірна Англії буде екіпіруватися формою, що виготовлена компанією Nike.
У жовтні 2012 року компанія Nike повністю відмовилась від бренду Umbro, продавши за 225 мільйонів доларів його та всю зв'язану з ним інтелектуальну власність компанії Iconix Brand Group, що займається керуванням ліцензійними правами.

## Діяльність

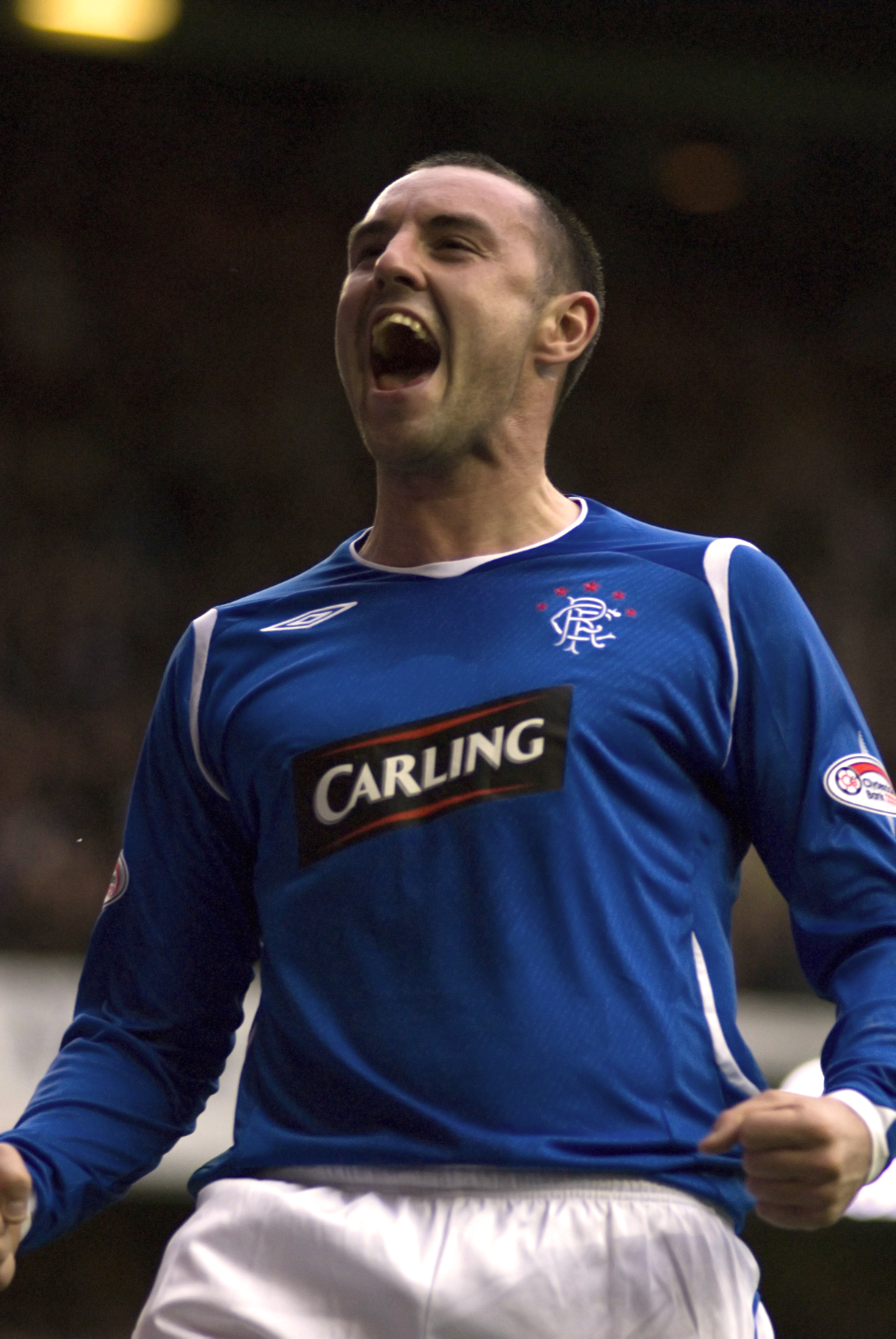
Гравець клубу Рейнджерс у формі від Umbro

Зараз Umbro виробляє всі види спортивного одягу, включаючи бутси і тренувальну форму. Umbro також виробляє повсякденний одяг, зокрема лінію британського дизайнера Кіма Джонса. Компанія постачає спортивну форму відомим командам світу.
Товари Umbro продаються у понад 90 країнах світу.
Продукція Umbro представляється багатьма професійними спортсменами світу.

## Збірні спонсором яких виступає Umbro
- Північна Ірландія